# Tienda de los milagros (novela)
Tienda de los milagros es una novela del escritor brasileño Jorge Amado, publicada en 1969. Esta novela se adaptó en cine y televisión y además se tradujo al alemán, árabe, búlgaro, español, finlandés, francés, húngaro, inglés, italiano, ruso y turco.

## Trama
La historia se desarrolla en la Tienda de los milagros, la imprenta de Lídio Corró en Pelourinho, en la capital de Bahía, Salvador. Una tierra poblada por afrobrasileños, que constituyen la mayoría de la población local, y que a pesar de los prejuicios raciales que padecen, no dejan de mostrarse aguerridos en la conquista de su espacio dentro de la sociedad.
La Tienda de los milagro sirve como punto de encuentro de personas vinculadas al candomblé y la capoeira en Angola . El candomblé forma el telón de fondo y Pedro Archanjo es el héroe mestizo de esta historia. Mulato con algunos estudios, es protegido por el profesor de la Facultad de Medicina, Silva Virajá. «Jorge Amado en esta carpa de invención y magia brinda a sus lectores mediciones vitales de la importancia de los negros como elemento formativo de la cultura brasileña [...]».

## Personajes
Muchos de los personajes de Amado se basaron en personas reales, cuando los insertó con sus propios nombres en sus obras. El abogado João Romão se basó en Cosme de Farias, un famoso defensor de los pobres en Salvador. El profesor Silva Virajá fue también el famoso médico Pirajá da Silva . El delegado Pedrito Gordo era el jefe de policía Pedrito Gordilho, famoso por perseguir el candomblé y a los capoeiristas.
Incluso el personaje principal, Pedro Archanjo, se inspiró en una persona real, Manuel Querino, una persona negra. Al igual que en el libro de Jorge Amado, Manuel Querino se destacó por escribir varios libros antropológicos y étnicos (uno de ellos sobre la cocina bahiana y otro, considerado muy importante, que rastrea la genealogía de la élite blanca de Salvador, mostrando su mestizaje con la raza negra).
El adversario intelectual de Pedro Arcanjo es Nilo Argolo, probablemente inspirado en la figura de la médica y antropóloga brasileña Nina Rodrigues, quien se hizo conocida por sus afinidades con las teorías racistas de Lombroso y otros.

## En cine y televisión
- El cineasta Nelson Pereira dos Santos realizó la película Tenda dos Milagres en 1977. También fue adaptada para televisión en forma de miniserie presentada por TV Globo en 1985.